# Lagny
Lagny – miejscowość i gmina we Francji, w regionie Hauts-de-France, w departamencie Oise.
Według danych na rok 1990 gminę zamieszkiwało 478 osób, a gęstość zaludnienia wynosiła 44 osoby/km² (wśród 2293 gmin Pikardii Lagny plasuje się na 551. miejscu pod względem liczby ludności, natomiast pod względem powierzchni na miejscu 394.).